# Église Notre-Dame des Trévois
L'église Notre-Dame-des-Trévois est une église catholique située à Troyes, en France.

## Localisation
L'église est située au 83, boulevard Jules-Guesde dans le département français de l'Aube, dans le quartier des Trévois de Troyes.

## Historique
Cette église dombellotique a été bâtie au XXe siècle. La première version était provisoire et répondait au développement d'un quartier, elle porte le nom d'une ancienne chapelle démolie lors de la Révolution française.
Le premier plan prévoyait une église en brique avec une façade à deux tours, l'église aux Sept douleurs et la première pierre fut posée le 6 décembre 1931. Sur place les travaux étaient suivi par l'architecte troyen M.-J. Hugot. La construction se déroula en trois phases et débuta par le chœur. En cours de réalisation, le choix d'une tour plus haute fut faite, elle devait pointer par un angle en façade. Avec la nomination de Maurice Feltin comme évêque de Sens et des problèmes économiques, le projet prit une ampleur plus modeste, un simple mur pignon et un clocher intégré dans le mur.
L'église est classée au titre des monuments historiques en 2001 et possède également le label « Patrimoine du XXe siècle ».

## Architecture
On trouve dans cette église un retour à l'usage des tuiles glaçurés qui étaient caractéristiques de Troyes au XVIe siècle pour un motif géométrique sur le toit. La façade est ornée d'une statue de Notre-Dame des Trévois sculptée par Henri Charlier et l'intérieur est décoré de briques polychromes, c'est ce décor intérieur qui est classé.